# Pier Alberto Tassi
Pier Alberto Tassi (Camerata Cornello, 1957) è un fondista di corsa in montagna italiano.

## Biografia
Nel 1986 e nel 1987 ha partecipato ai campionati del mondo di corsa in montagna, vincendo 2 medaglie d'oro a squadre nella distanza corta; a livello individuale, nelle due manifestazioni ha invece ottenuto rispettivamente un quarto ed un decimo posto.
Una volta terminata la carriera agonistica a livello assoluto, ha vinto numerose medaglie ai campionati italiani master di corsa in montagna, ed ha partecipato ai mondiali master.

## Palmarès
| Anno | Manifestazione                | Sede        | Evento         | Risultato | Prestazione | Note |
| ---- | ----------------------------- | ----------- | -------------- | --------- | ----------- | ---- |
| 1986 | Mondiali di corsa in montagna | Morbegno    | Distanza corta | 4º        | 47'04"      |      |
| 1986 | Mondiali di corsa in montagna | Morbegno    | A squadre      | Oro       |             |      |
| 1987 | Mondiali di corsa in montagna | Lenzerheide | Distanza corta | 10º       | 45'30"      |      |
| 1987 | Mondiali di corsa in montagna | Lenzerheide | A squadre      | Oro       |             |      |

## Campionati nazionali
1977
- Oro ai campionati italiani di corsa in montagna a staffetta (in squadra con Andrea Giupponi e Privato Pezzoli)

1984
- Bronzo ai campionati italiani di corsa in montagna a staffetta ((in squadra con Vito Cornolti e Claudio Bonzi)

1985
- Oro ai campionati italiani di corsa in montagna a staffetta

1986
- 6º ai campionati italiani di corsa in montagna

1987
- 4º ai campionati italiani di corsa in montagna

1991
- 9º ai campionati italiani di corsa in montagna a staffetta (in squadra con Ennio De Bona e Gabriele Belotti)

2007
- 33º ai campionati italiani di corsa in montagna a staffetta - 1h42'30"[3] (in squadra con Massimiliano Rocca e Francantonio Belotti)

2010
- 14º ai campionati italiani di corsa in montagna lunghe distanze
- Oro ai campionati italiani master di corsa in montagna lunghe distanze, categoria SM50
- Oro ai campionati italiani master di skyrunning a staffetta, categoria SM50[4] (in squadra con Gianfranco Baldaccini)

2011
- 19º ai campionati italiani di corsa in montagna lunghe distanze - 1h47'42"[5]

2017
- Oro ai campionati italiani master di corsa in montagna, categoria SM60 - 49'20"

2018
- Bronzo ai campionati italiani master di corsa in montagna, categoria SM60[6]

2019
- Argento campionati italiani  master di corsa in montagna, categoria SM60

2021
- Oro ai campionati italiani master di corsa in montagna, categoria SM60

2022
- Argento campionati italiani  master Vertical di corsa in montagna, categoria SM65
- Oro ai campionati italiani master di corsa in montagna a staffetta, categoria SM65
- Oro ai campionati italiani master di corsa in montagna, categoria SM65
- Oro ai campionati italiani master di corsa campestre a staffetta, categoria SM65

2023
- Oro ai campionati italiani master di cross a staffetta, categoria SM65
- Oro ai campionati italiani master di corsa in montagna, categoria SM65
- Oro ai campionati italiani master di corsa in montagna a staffetta, categoria SM65

2024
- Oro ai campionati italiani master di cross a staffetta, categoria SM60

## Altre competizioni internazionali
1980
- Oro al Trofeo Vanoni ( Morbegno), gara a staffetta (in squadra con Andrea Giupponi e Fausto Bonzi) - 1h34'33"

1982
- 12º alla Dieci miglia del Garda ( Navazzo), 9,8 km - 33'49"[7]
- 30º al Cross dell'Altopiano ( Clusone)

1983
- 21º alla Dieci miglia del Garda ( Navazzo), 9,8 km - 35'29"[7]

1985
- Oro alla Scalata allo Zucco ( San Pellegrino Terme), 15 km - 1h12'55"[8]
- Oro staffetta 3 Rifugi Forni Avoltri (in squadra con Valicella Alfonso e Sibiglia Walter)

1986
- Oro staffetta 3 Rifugi Forni Avoltri (in squadra con Valicella Alfonso e Sibiglia Walter)

2007
- 33º al Trofeo Vanoni ( Morbegno), gara a staffetta - 1h42'30"[3] (in squadra con Massimiliano Rocca e Francantonio Belotti)
- 49º al Trofeo Marmitte dei Giganti ( Chiavenna) - 32'13"[9]

2008
- 16º al Trofeo Vanoni ( Morbegno)
- 23º al Trofeo G. Bianchi ( Malonno) - 43'24"[10]

2009
- 74º al Trofeo Vanoni ( Morbegno) - 34'44"

2010
- 25º al Trofeo Vanoni ( Morbegno), gara a staffetta - 1h45'22"[11] (in squadra con Gianfranco Baldaccini e Corrado Pirola)
- 16º alla Scalata dello Zucco ( San Pellegrino Terme), 13 km - 1h14'15"[12]
- 25º al Memorial Bianchi ( Malonno)
- 11º alla Maggianico-Camposecco-Maggianico ( Maggianico)
- 19º alla Mezzoldo-Cà San Marco ( Mezzoldo)
- 21º alla Gara nazionale di corsa in montagna ( Albavilla)
- 61º alla Scalata alla Maddalena ( Brescia)

2012
- 14º alla Moggio-Artavaggio ( Moggio) - 40'16"[13]
- 7º al Giro delle sorgenti ( Oneta), 7,5 km - 35'32"[14]

2013
- 50º ai Diecimila di Presezzo ( Presezzo) - 37'07"
- 16º al Trofeo Valli Bergamasche ( Leffe) - 38'14"[15]

2018
- Argento a squadre ai Mondiali master di corsa in montagna, categoria SM60[16]

2019
- 4º ai Mondiali master di corsa in montagna, categoria SM60 - 35'00"[17][18]
- Oro a squadre ai Mondiali master di corsa in montagna, categoria SM60[19]

2021
- Oro Campionato individuale Europeo di corsa in montagna, categoria SM60
- Oro a squadre Campionato Europeo di corsa in montagna, categoria SM60

2023
- Argento Campionato individuale Europeo di corsa in montagna, categoria SM65
- Oro a squadre Campionato Europeo di corsa in montagna, categoria SM65